# كتلة التمايز 16
كتلة التمايز 16 (بالإنجليزية: Cluster of Differentiation 16)‏هو أحد مستقبلات Fc. يتواجد هذا البروتين على سطح الخلايا الفاتكة الطبيعية، الخلايا المتعادلة، الخلايا الوحيدة، والبلعميات. تم اكتشاف أن المستقبلان (FcγRIIIa (CD16a و(FcγRIIIb (CD16b يشكلان كتلة التمايز هذه، وأنهما يشاركا في توصيل الإشارة. يقوم هذا المستقبل في الخلايا الفاتكة الطبيعية بابتداء السمية الخلوية المعتمدة على الأضداد.